# خوستو سييرا
خوستو سييرا هو صحفي وقاضي ومؤرخ وكاتب ودبلوماسي ومدرس ومحامي وفيلسوف وشاعر وسياسي مكسيكي، ولد في 26 يناير 1848 في كامبيتشي في المكسيك، وتوفي في 13 سبتمبر 1912 في La Chingada, Veracruz ‏ في المكسيك بسبب أم الدم. انتخب عضو مجلس النواب المكسيك ‏.

## وصلات خارجية
- خوستو سييرا على موقع الموسوعة البريطانية (الإنجليزية)